# Carlos Góngora
Carlos Góngora Mercado (* 25. Mai 1989 in Esmeraldas) ist ein ecuadorianischer Profiboxer im Supermittelgewicht.

## Persönliches
Carlos Góngora wurde als achtes von elf Kindern in Ecuador geboren und begann im Alter von 12 Jahren mit dem Boxen. Seine Mutter arbeitete als Reinigungskraft, seinen Vater lernte er nie kennen. Seit seinem Wechsel ins Profilager hat er einen Wohnsitz in Boston.
Sein Onkel Segundo Mercado war ebenfalls Boxer und als Amateur Teilnehmer der Olympischen Spiele 1988. Als Profi kämpfte er 1994 und 1995 um die IBF-Weltmeisterschaft gegen Bernard Hopkins, sowie 1997 um die WBA-Weltmeisterschaft gegen Frankie Liles, konnte jedoch keinen der Titel erringen.

## Amateurkarriere
Carlos Góngora gewann 2004 die Silbermedaille bei den Panamerikanischen Meisterschaften der Kadetten und 2006 die Goldmedaille bei den Panamerikanischen Meisterschaften der Junioren.
Bei den Erwachsenen gewann er 2006 Silber bei den Südamerikaspielen und 2007 Bronze bei den Panamerikanischen Spielen.
Bei den Weltmeisterschaften 2007 schied er im Achtelfinale gegen Matwei Korobow aus, erreichte jedoch das Finale der amerikanischen Olympiaqualifikation, wodurch er einen Startplatz bei den Olympischen Spielen 2008 erhielt. Bei Olympia besiegte er Konstantin Buga und Georgios Gazis, ehe er im Viertelfinale gegen Vijender Kumar ausschied.
Bei den Weltmeisterschaften 2009 unterlag er im Viertelfinale gegen José Larduet, gewann jedoch noch im selben Jahr die Juegos Bolivarianos und 2010 auch die Südamerikaspiele.
In der Saison 2011/11 boxte er für das Team Los Angeles Matadors in der World Series of Boxing und erzielte zwei Siege gegen Terrell Gausha und Yamaguchi Falcão.
2011 gewann er erneut Bronze bei den Panamerikanischen Spielen, schied jedoch in der zweiten Vorrunde der Weltmeisterschaften 2011 gegen Yamaguchi Falcão aus.
2012 erkämpfte er bei der amerikanischen Olympiaqualifikation einen Startplatz für die Olympischen Spiele 2012. Bei seinen zweiten Olympischen Spielen besiegte er Vətən Hüseynli, ehe er im Achtelfinale gegen Ädilbek Nijasymbetow verlor.
2014 gewann er noch die Silbermedaille bei den Südamerikaspielen.

## Profikarriere
Zu Beginn seiner Profikarriere wechselte er in die USA und gewann sein Profidebüt am 22. Mai 2015. Trainiert wird er von Hector Bermudez. Bis 2020 gewann er jeden seiner 18 Kämpfe, davon 13 vorzeitig, 8 davon in der ersten Runde.
Am 18. Dezember 2020 besiegte er den ebenfalls ungeschlagenen Kasachen Ali Achmedow (Bilanz: 16-0, 12 KO) durch KO in der zwölften Runde und wurde dadurch IBO-Weltmeister im Supermittelgewicht. Den Titel verteidigte er am 17. April 2021 durch KO in der achten Runde gegen Christopher Pearson (17-2, 12 KO).
Seine erste Niederlage erlitt er am 18. Dezember 2021 knapp nach Punkten gegen Lerrone Richards (15-0). Eine weitere Niederlage erlitt er im März 2023 nach Punkten gegen Christian M'Billi-Assomo (23-0).